# Rudsjön (Torsåkers socken, Gästrikland)
Rudsjön är en sjö i Hofors kommun i Gästrikland och ingår i Gavleåns huvudavrinningsområde.